# Criza din mai 1958 din Franța
Criza din mai 1958 (sau puciul de la Alger sau lovitura de stat din 13 mai ) a fost o criză politică în Franța în timpul tulburărilor provocate de Războiul de independență al Algeriei (1954–1962), care a dus la prăbușirea celei de a Patra Republici și înlocuirea acesteia cu cea de-a Cincea Republică condusă de Charles de Gaulle care a revenit la putere după o absență de doisprezece ani. A început ca o revoltă politică în Alger la 13 mai 1958 și apoi a devenit o lovitură de stat militară condusă de o coaliție în fruntea căreia se afla adjunctul și ofițerul de rezervă din Alger Pierre Lagaillarde⁠(d), generalii francezi Raoul Salan⁠(d), Edmond Jouhaud⁠(d), Jean Gracieux și Jacques Massu⁠(d), precum și de amiralul Philippe Auboyneau⁠(d), comandantul flotei mediteraneene. Lovitura de stat a fost susținută de fostul guvernator general algerian Jacques Soustelle⁠(d) și de aliații săi activiști.
Lovitura a avut ca scop să se opună formării noului guvern al lui Pierre Pflimlin⁠(d) și să impună o schimbare de politică în favoarea partizanilor de dreapta din Algeria franceză.

## Context
Crizele recurente ale cabinetului au atras atenția asupra instabilității inerente a celei de a patra republici și au sporit temerile armatei franceze și ale pieds-noirs (algerienii europeni) că securitatea Algeriei franceze, un departament de peste mări al Franței, era subminată de politica de partid. Comandanții armatei au fost dezamăgiți de ceea ce au considerat a fi un sprijin guvernamental inadecvat și incompetent pentru eforturile militare de a pune capăt războiului. Sentimentul era larg răspândit că se pregătea o altă dezamăgire precum cea din Indochina din 1954 și că guvernul va ordona o altă retragere prea precipitată și va sacrifica onoarea franceză în favoarea oportunității politice.  Rezultatul a fost revenirea lui Charles de Gaulle. 

## Lovitura de stat
După turneul său ca guvernator general, Jacques Soustelle⁠(d) s-a întors în Franța pentru a organiza sprijinul pentru revenirea la putere a lui de Gaulle, păstrând în același timp legături strânse cu armata și coloniștii. Până la începutul anului 1958, el a organizat o lovitură de stat, reunind ofițeri dizidenți ai armatei și oficiali coloniali cu gauliști simpatizanți. La 13 mai, elemente de dreapta au preluat puterea la Alger și au cerut un guvern de siguranță publică sub conducerea generalului de Gaulle. Massu a devenit președintele Comitetului de siguranță publică și unul dintre liderii revoltei. Generalul Salan⁠(d) și-a asumat conducerea unui Comitet de siguranță publică format pentru a înlocui autoritatea civilă și a insistat asupra cererilor juntei ca de Gaulle să fie numit de președintele francez René Coty la conducerea unui guvern de uniune națională investit cu puteri extraordinare pentru a preveni „abandonarea Algeriei”. Salan a anunțat la radio că armata a „preluat provizoriu responsabilitatea pentru destinul Algeriei franceze”. Sub presiunea lui Massu, Salan a declarat Vive de Gaulle! de la balconul clădirii guvernului general din Alger la 15 mai. De Gaulle a răspuns două zile mai târziu că este pregătit să „îți asume puterile Republicii”. Mulți s-au îngrijorat, deoarece au văzut acest răspuns ca un sprijin pentru armată. 

La o conferință de presă din 19 mai, de Gaulle a afirmat din nou că se află la dispoziția țării. Când un jurnalist a exprimat că există o îngrijorare a unor oameni care se temeau că va încălca libertățile civile, de Gaulle a replicat vehement:
Am făcut asta vreodată? Dimpotrivă, le-am restabilit când au dispărut. Cine crede sincer că, la 67 de ani, aș începe o carieră de dictator? 
Pe 24 mai, parașutiștii francezi din Algeria au aterizat în Corsica cu avioanele, cucerind insula franceză într-o acțiune fără vărsare de sânge numită „Operațiunea Corsica”. Ulterior, în Algeria s-au făcut pregătiri pentru „Operațiunea Învierea”, care avea ca obiective ocuparea Parisului și înlăturarea guvernului francez, prin folosirea parașutistilor și a forțelor blindate cu sediul la Rambouillet. „Operațiunea Învierea” urma să fie pusă în aplicare în cazul în care se producea unul dintre cele trei scenarii: dacă de Gaulle nu era aprobat de Parlament ca lider al Franței, dacă de Gaulle cerea asistență militară pentru a prelua puterea sau dacă se părea că Partidul Comunist Francez făcea orice mișcare de a prelua puterea în Franța.
Liderii politici din multe tabere au convenit să sprijine revenirea generalului la putere, cu excepțiile notabile ale lui François Mitterrand, care a fost ministru în guvernul socialist al lui Guy Mollet⁠(d), Pierre Mendès-France (membru al Partidului Radical-Socialist⁠(d), fost prim-ministru), Alain Savary⁠(d) (de asemenea, membru al Secțiunii Franceze a Internaționalei Muncitorilor (SFIO)) și Partidul Comunist. Filosoful Jean-Paul Sartre, un ateu remarcat, a spus: „Aș prefera să votez pentru Dumnezeu”, deoarece ar fi cel puțin mai modest decât de Gaulle. Mendès-France și Savary, care se opuneau susținerii lui de Gaulle de către partidele din care făceau parte, aveau să formeze împreună, în 1960, Parti socialiste autonome (PSA, Partidul Socialist Autonom), strămoș al Parti socialiste unifié (PSU, Partidul Socialist Unificat).

## Revenirea la putere a lui De Gaulle (29 mai 1958)

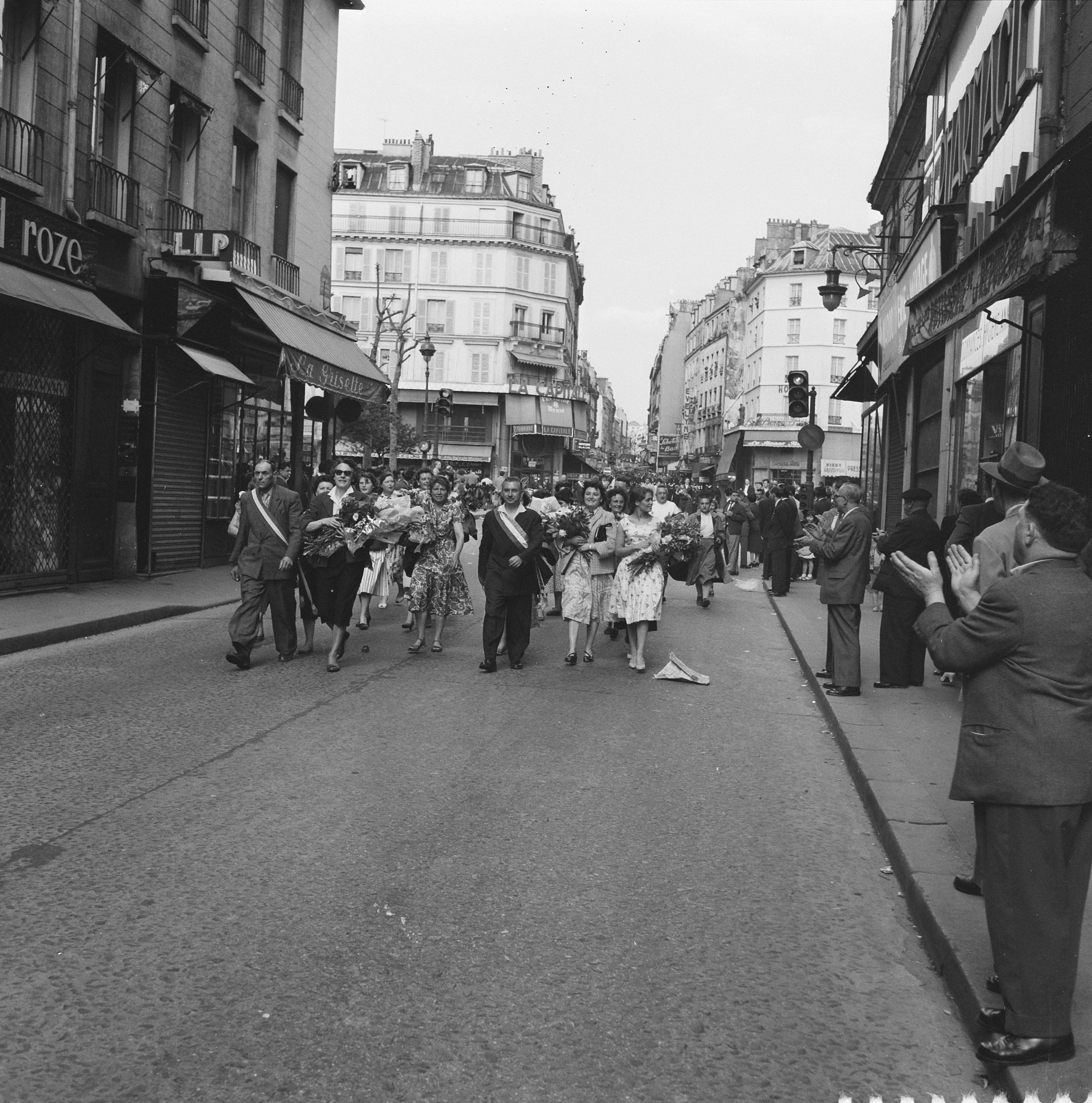
Manifestație pe rue du Faubourg-du-Temple din Paris pe 1 iunie

La 29 mai, președintele René Coty a declarat în fața parlamentului că națiunea se afla în pragul războiului civil, așa că „se îndreaptă spre cel mai ilustru dintre francezi, spre cel care, în cei mai întunecați ani ai istoriei noastre, a fost șeful nostru pentru recucerirea libertății și care a refuzat dictatura pentru a restabili Republica. Îi cer generalului de Gaulle să se consulte cu șeful statului și să examineze împreună cu el ce este necesar, în cadrul legalității republicane, pentru formarea imediată a unui guvern de siguranță națională și ce se poate face, într-un timp destul de scurt, pentru o reformă profundă a instituțiilor noastre.” De Gaulle a acceptat propunerea lui Coty cu condiția prealabilă că va fi introdusă o nouă constituție care să creeze o președinție puternică în care un singur decident, primul dintre care urma să fie el însuși, va guverna pentru perioade de șapte ani. O altă condiție a fost să i se acorde puteri extraordinare pe o perioadă de șase luni.
Noul cabinet al lui De Gaulle a fost aprobat de Adunarea Națională la 1 iunie 1958, cu 329 de voturi împotriva 224, în timp ce i s-a acordat puterea de a guverna prin ordonanțe pentru o perioadă de șase luni, precum și sarcina de a elabora o nouă Constituție. 
Criza din mai 1958 a arătat că, până în 1958, cea de-a patra republică nu mai avea niciun sprijin din partea armatei franceze din Algeria și era la cheremul ei chiar și în chestiuni politice civile. Această schimbare decisivă a raportului de forțe în relațiile civil-militare din Franța în 1958 și amenințarea cu forța a fost principalul factor imediat al revenirii lui de Gaulle la putere în Franța. 

## Noua constituție
De Gaulle a dat vina pe instituțiile celei de-a patra republici pentru slăbiciunea politică a Franței – o lectură gaullistă încă populară astăzi. Întrucât a comandat noua constituție și a fost responsabil pentru cadrul general al acesteia, de Gaulle este uneori descris drept autorul constituției, deși a fost redactată efectiv în vara lui 1958 de către gaullistul Michel Debré⁠(d). Proiectul a urmat îndeaproape propunerile din discursurile lui de Gaulle de la Bayeux din 1946, conducând la un executiv puternic și la un regim mai degrabă prezidențial - președintelui i-a fost acordată responsabilitatea de a conduce Consiliul de Miniștri, precum și de a adoptarea articolului 16, care acordă „competențe extraordinare” președintelui în cazul proclamării stării de urgență, și a bicameralismului. 
Deși majoritatea politicienilor l-au susținut pe de Gaulle, Mitterrand, care se opunea noii Constituții, a denunțat în 1964 celebru „o lovitură de stat permanentă”. La 28 septembrie 1958, a avut loc un referendum și 79,2% dintre cei care au votat au susținut noua constituție și crearea celei de-a  cincea republici. Coloniilor (Algeria era alcătuită oficial din trei departamente ale Franței, nu o colonie) li s-a oferit posibilitatea de a alege între independența imediată și noua constituție. Toate coloniile au votat pentru noua constituție și înlocuirea Uniunii Franceze cu Comunitatea Franceză, cu excepția Guineei, care a devenit astfel prima colonie franceză africană care a obținut independența, cu prețul încetării imediate a întregii asistențe franceze.
De Gaulle a fost ales președinte al Republicii Franceze și al Comunității Africane și Malgașe la 21 decembrie 1958 prin vot indirect. A fost învestit la 8 ianuarie 1959. Între timp, de Gaulle îl întâlnise pe cancelarul german Konrad Adenauer la 14 septembrie 1958, la casa sa din Colombey-les-Deux-Églises ; trimisese un memorandum președintelui american Dwight D. Eisenhower la 17 septembrie 1958, în c are reamintea voința de independență națională; el a luat, de asemenea, măsuri financiare la 27 decembrie 1958 pentru a reduce deficitul de stat, iar în Algeria, în octombrie 1958, a făcut apel la „pacea celor curajoși” ( paix des braves ). 